# 월간순정 노자키 군
《월간순정 노자키 군》(일본어: 月刊少女野崎くん 겟칸쇼죠 노자키 군[*], 월간순정 노자키 군)은 일본의 4컷 웹코믹 로맨틱 코미디 만화다. 츠바키 이즈미가 글을 쓰고 그림도 그렸다. 스퀘어 에닉스의 웹코믹 사이트 간간 온라인(Gangan Online)에서 2011년 8월 25일부터 연재되고 있으며, 스퀘어 에닉스가 단행본을 발행하였다. 대한민국에서는 학산문화사에서 배급 및 번역하고 있다.
동화공방이 제작한 TV 애니메이션은 2014년 7월 7일부터 9월 22일까지 방영되었다. 대한민국에서 TV 애니메이션은 애니플러스에서 방송하였다.

## 줄거리
고등학생 사쿠라 치요는 옆 반 친구 노자키 우메타로를 짝사랑하고 있다. 어느날, 치요가 그에게 사랑을 고백했을 때 실수로 내뱉은 말을 노자키는 단순한 팬심으로 오해하고 사인을 해준다. 사인을 받고 난 후 사쿠라가 노자키와 함께 있고 싶다고 하며, 또 한번 그녀의 프로포즈를 잘못 이해한 노자키는 그녀를 자신의 집으로 초대해서 그림 그리기를 도와 달라고 한다. 그림을 그리는 것을 도와주는 일로 인해 치요는 노자키가 순정만화를 그리는 '유메노 사키코'라는 가명의 만화가라는 것을 알게 된다. 그리고 나서 치요는 노자키와 가까워지기 위해 어시스턴트가 되는 것에 동의한다. 그들이 '사랑하자♡'(일본어: 恋しよっ♡)를 작업하는 동안, 만화의 이야기에 있는 캐릭터들에 대해 영감을 주는 등 도움을 주는 다른 같은 반 친구를 직면하게 된다.

## 등장인물

### 주요 인물
노자키 우메타로
성우:나카무라 유이치
월간소녀 노자키 군의 남주인공. 고등학교 2학년. 사쿠라 치요의 열렬한 짝사랑의 대상.
190cm에 육박하는 장신에 근육이 단단하게 잡힌 건장한 체격. 불량아로 오해받을 정도의 날카로운 눈매까지 가진 무척 남자다운 외양의 남고생이지만, 사실 그의 정체는 유메노 사키코라는 필명을 가진 인기 순정 만화가. 와카마츠의 말을 보면 만화가 데뷔는 고등학생 때 한 듯하다. 요리 및 가사 실력이 아주 좋다.
사쿠라 치요
성우:오자와 아리
월간소녀 노자키 군의 여주인공. 고등학교 2학년.
입학식날 지각을 해서 닫힌 교문을 못넘고있을 때 도와줬던 노자키를 좋아하게 되었다. 노자키에게 팬이라고 고백하지만 돌아온건 유메노 사키코(노자키)의 싸인뿐. 부활동으로 미술부를 하고있고 어째서인지 노자키의 어시가 되었다. 어시 중에서는 먹칠을 담당한다.
미코시바 미코토
성우:오카모토 노부히코
고등학교 2학년.
치요보다 먼저 노자키의 어시가 된 미남 학생. 보기에는 좀 불량한 날라리 같아보이지만 실제로는 츤데레 여주인공같은 마음을 가진 남자다. 이때문에 노자키의 만화 여주인공의 모델이 되었다. 치요에게는 '미코링'이라고 불리고 있다. 어시 중에서는 꽃과 효과를 담당한다.
세오 유즈키
성우:사와시로 미유키
고등학교 2학년.
치요의 클래스메이트로, 악의 없는 민폐짓을 저지르고 다닌다. 그러나 성악 실력은 아주 뛰어나 교내에서 '성악부의 로렐라이'라는 별명을 가지고 있다. 와카마츠 히로타카를 그저 자기 잘 따르는 사이좋은 후배로 여기고 있다.
카시마 유우
성우:나카하라 마이
고등학교 2학년.
연극부 소속이며, 여자이나 꽃미남 얼굴을 가지고 여러 분야에서 유능하기에 여학생들에게는 '왕자님'이라 불리며 큰 인기를 얻고 있다. 호리 마사유키에게 연극부 땡땡이짓 때문에 항상 얻어맞는다. 유일하게 노래를 못한다.
호리 마사유키
성우:오노 유우키
고등학교 3학년.
연극부 부장이며, 메인 캐릭터 중 최연장자이나 키는 작은 편이다. 항상 땡땡이치는 카시마 때문에 골머리를 앓고 있지만 정작 카시마의 재능과 인기는 알아주는 팔불출적인 면도 가지고 있다. 노자키에게 연극 대본을 받는 대신 어시가 되었으며, 어시 중에서는 배경을 담당한다.
와카마츠 히로타카
성우:키무라 료헤이
고등학교 1학년.
농구부 소속이며, 항상 처들어오는 유즈키 때문에 불면증을 가지고 있다. 노자키와는 선후배 관계였으며, 노자키의 집에서 유즈키의 노래를 듣고는 갑자기 잠이 들어 '그 노래를 주면 어시가 될게요'라는 조건으로 어시가 되었다. 유즈키를 불편하게 여기고 있지만, 정작 유즈키의 노래를 들으면 잠에 빠져들기에 유즈키의 별명 '성악부의 로렐라이'에게 사랑을 가지고 있다. 정작 와카마츠는 유즈키가 성악부의 로렐라이임을 모른다.

### 조연들
미야마에 켄
성우:미야케 켄타
노자키의 담당이자 노자키의 동경을 삼고 있는 존재. 사무적이며 책을 좋아한다. 살이 쪘지만 사실 살이 빠진 모습은 호리호리한 미남. 언제나 동창 마에노 미츠야를 만나면 살이 찐다고 한다.
마에노 미츠야
성우:오노 다이스케
노자키의 전 담당이자 미야코 유카리의 담당. 담당 만화가의 아이디어를 자신의 공로로 돌리고, 원고 보관도 원활하지 않으며, 정작 자기 자신은 아무렇지도 않아하는 것 때문에 노자키를 비롯하여 많은 담당 만화가의 속을 썩혀왔다.
미야코 유카리
노자키가 연재하는 잡지의 다른 만화가. 예의가 바르지만 정작 그런 유순한 성격 때문에 마에노에게 휘둘리는 게 일상. 언제나 마에노의 요구 때문에 자신의 작품에 너구리를 넣고 있다.
노자키 마유
노자키의 동생이며 중학교 3학년. 어떤 일에든 관심없고 과묵한 듯 하지만 유도에 관련된 일이면 항상 불타오른다. 유도부 학생들에게 그림으로 기술을 설명하려하다 보니 어느새 노자키만큼 그림을 잘 그리게 되었다.
세오 료스케
세오의 오빠이며 카페에 알바 중인 대학생. 유카리에게 관심을 두고 있다. 노자키가 유카리의 남자친구인 줄 알고 있다.
노자키 유메코
노자키의 동생이며 중학교 2학년. 본편에는 등장하지 않으며 번외편 '노자키 가'에서 얼굴이 공개되었다. 유메노 사키코의 팬이나 정작 유메노 사키코의 정체가 자신의 오빠 노자키임은 모르고 있다. 3남매 중에서 자신만 그림을 못 그린다. 원래 계획으로는 유메코를 주인공으로 할 예정이었다고 한다.

## 서적 정보

### 단행본
- 츠바키 이즈미 『월간순정 노자키 군』 스퀘어 에닉스 〈간간 코믹스ONLINE〉, 기간 15권 (2023년 8월 10일 현재)
  1. 2012년 4월 20일 발매[2], ISBN 978-4-7575-3566-4, 표지: 우메타로
  2. 2012년 11월 22일 발매[3], ISBN 978-4-7575-3777-4, 표지: 미코시바・사쿠라
  3. 2013년 6월 22일 발매[4], ISBN 978-4-7575-3985-3, 표지: 카시마·호리
  4. 2014년 1월 22일 발매[5], ISBN 978-4-7575-4203-7, 표지: 세오·와카마츠
  5. 2014년 7월 22일 발매[6], ISBN 978-4-7575-4353-9, 표지: 마에노·미야마에
  6. 2015년 2월 21일 발매[7][8], ISBN 978-4-7575-4378-2, 표지: 우메타로・마유
    - 6권 초회한정특장판, ISBN 978-4-7575-4379-9

  7. 2015년 12월 22일 발매[9], ISBN 978-4-7575-4830-5, 표지: 치요・세오
  8. 2016년 8월 22일 발매[10], ISBN：978-4-7575-4870-1 표지: 카시마・미코시바
    - 초회한정특장판[11], ISBN 978-4-7575-4871-8

  9. 2017년 8월 22일 발매[12], ISBN 978-4-7575-5442-9
  10. 2018년 7월 21일 발매[13], ISBN 978-4-7575-5782-6
  11. 2019년 8월 22일 발매[14], ISBN 978-4-7575-6150-2
    - 특장판 같은 날 발매[15], ISBN 978-4-7575-6151-9

  12. 2020년 8월 11일 발매[16], ISBN 978-4-7575-6797-9
  13. 2021년 8월 11일 발매[17], ISBN 978-4-7575-7395-6
    - 특장판 같은 날 발매[18], ISBN 978-4-7575-7396-3

  14. 2022년 8월 10일 발매[19], ISBN 978-4-7575-5442-9
  15. 2023년 8월 10일 발매[20], ISBN 978-4-7575-8428-0
    - 특장판 (15.5권 포함) 같은 날 발매[21], ISBN 978-4-7575-87267

### 관련 서적
- 『월간순정 노자키 군 공식 팬북』 스퀘어 에닉스〈간간 코믹스ONLINE〉, 2014년 8월 22일 발매[22], ISBN 978-4-7575-4406-2
- 『월간순정 노자키 군 앤솔로지』 스퀘어 에닉스〈간간 코믹스ONLINE〉, 2014년 8월 22일 발매[23], ISBN 978-4-7575-4405-5

## 드라마 CD
2013년 6월 26일에 프론티어 워크스에서 발매되었다. 각본은 원작자인 츠바키 이즈미가 담당했다.

## TV 애니메이션
2014년 7월부터 9월까지 방송되었다. 성우에 의한 연기의 수록은 후녹음이 아니고, 먼저 연기를 수록하고 나서 그림을 붙이는 선녹음 방식으로 행해졌다.
극중에 있어서 등장인물들이 집필하고 있는 극중 만화는 원작의 그림을 사용하지 않고, 경쟁을 통해 선택된 프로 만화가에게 의뢰하는 형태로 이루어졌다. 시청자에게 현실과 연결된 세계에 애니메이션의 등장인물이 있는 것 같은 인상을 갖게 하기 위해, 텔레비전 애니메이션판에 있어서의 극중 만화에는 초안의 선이나 수정의 뒤를 남기는 등, 생원고답게 보이게 묘사되었다.
텔레비전 애니메이션판은, 히로인인 치요의 일상적인 마음을 축으로, 고백으로부터 그 착지점까지의 이야기로서 구성되어 있다. 텔레비전 애니메이션판에 있어서의 각 이야기는, 원작의 에피소드를 '연애', '학교', '일'의 3 패턴으로 분류해, 각 이야기마다 1개의 패턴을 파내면서, 모든 화를 통해서 각 패턴의 밸런스를 취해 배분한다 의도로 재구성되어 있으며, 에피소드의 순서가 원작에서 변경되었다.

### 스태프
- 원작 - 츠바키 이즈미
- 감독 - 야마사키 미츠에
- 치프 연출 - 타케시타 료헤이
- 시리즈 구성 - 나카무라 요시코
- 캐릭터 디자인 - 타니구치 준이치로
- 미술 감독 - 코노 지로
- 색채 설계 - 이시구로 케이
- 촬영 감독 - 이토 쿠니히코
- 편집 - 타케미야 무츠미
- 음향 감독 - 마츠오 코
- 음악 - 하시모토 유카리
- 음악 제작 - KADOKAWA
- 프로듀서 - 타나카 쇼, 베니야 요시카즈, 와타나베 아이미, 카마타 하지메, 이시즈카 마사토시, 마츠자와 히로시
- 애니메이션 프로듀서 - 나카무라 요스케
- 애니메이션 제작 - 동화공방
- 제작 - 월간순정 노자키 군 제작위원회(KADOKAWA 미디어팩토리, TV 도쿄, AT-X, 동화공방, 소니 뮤직 커뮤니케이션즈, 프론티어 웍스)

### 주제가
네가 아니면 안될 것 같아(君じゃなきゃダメみたい)
오오이시 마사요시에 의한 오프닝 테마. 작사·작곡·편곡은 오오이시 마사요시.
거꾸로 도는 Fortune(ウラオモテ・フォーチュン)
사쿠라 치요(오자와 아리)에 의한 엔딩 테마. 작사·작곡·편곡은 히게드라이버.

### 방영 목록
| 화수   | 제목                                                                                                 | 그림 콘티         | 연출                                                            | 작화 감독                                                             | 방송일         |
| ------ | --- | ----------------- | --------------------------------------------------------------- | --------------------------------------------------------------------- | -------------- |
| 제1호  | その恋は、少女漫画化されてゆく。 그 사랑은 순정만화화되어 간다                                       | 야마사키 미츠에   | 야마사키 미츠에                                                 | 타키하라 미키                                                         | 2014년 7월 7일 |
| 제2호  | 新ヒロインをよろしくね♪ 뉴 히로인을 잘 부탁해                                                        | 사이토 테츠히토   | 와타나베 토시노리                                               | 미야가와 치에코                                                       | 7월 14일       |
| 제3호  | バイオレンスVSプリンス 바이얼런스 VS 프린스                                                          | 타케시타 료헤이   | 타케시타 료헤이                                                 | 쿠도 유카                                                             | 7월 21일       |
| 제4호  | 男には、戦わねばならない、時がある。 남자에게는 싸워야 할 때가 있다                                  | 요시카와 히로아키 | 노기모리 타츠야                                                 | 키쿠나가 치사토                                                       | 7월 28일       |
| 제5호  | 恋を「思い」「描く」男子。 사랑을 상상하고 그리는 남자                                               | 야마사키 오사무   | 모리타 게이세이                                                 | 아마사키 마나무                                                       | 8월 4일        |
| 제6호  | 魔法をかけて、あ・げ・る♡ 마법을 걸어 줄게                                                           | 사이토 테츠히토   | 야마사키 미츠에                                                 | 나카지마 아츠코                                                       | 8월 11일       |
| 제7호  | 漫画家脳野崎くん 만화가뇌 노자키 군                                                                  | 와타나베 토시노리 | 와타나베 토시노리                                               | 타키하라 미키 쿠도 유카 요시다 카나코                                 | 8월 18일       |
| 제8호  | 学園の王子様の悩み 학교의 왕자님(여자)이 안은 고민                                                   | 타케시타 료헤이   | 타케시타 료헤이                                                 | 코타니 쿄코 키쿠치 토시히로 아마사키 마나무                           | 8월 25일       |
| 제9호  | ドキドキ、たりてる? 두근거림은 충분해?                                                               | 야마사키 오사무   | 오오바야시 마사야 세키 히사유키 타케시타 료헤이 야마사키 미츠에 | 키쿠나가 치사토 키쿠치 마사요시 카이호 히토미                         | 9월 1일        |
| 제10호 | 強まるのは、絆と手綱。 단단해지는 건 인연과 굴레                                                     | 사이토 테츠히토   | 모리타 게이세이                                                 | 아마사키 마나무 이토 타이요쿠 이치하라 케이코                         | 9월 8일        |
| 제11호 | 米しよっ♡ 쌀을 하자                                                                                  | 타케시타 료헤이   | 타케시타 료헤이                                                 | 요시다 카나코 오오타카 미나 코미야마 유미코 쿠도 유카 아마사키 마나무 | 9월 15일       |
| 제12호 | この気持ちが恋じゃないなら、きっと世界に恋はない。 이 마음이 사랑이 아니면 분명히 세상에 사랑은 없다 | 야마사키 미츠에   | 야마사키 미츠에                                                 | 타키하라 미키 쿠도 유카 나카지마 아츠코 모리 미츠에타니구치 준이치로  | 9월 22일       |

### 내용주
1. ↑  일본 원제는 월간소녀(소녀만화가) 노자키 군이지만 한국 정발명은 월간순정(순정만화가) 노자키 군이 되었다.

### 참조주
1. ↑  “월간순정 노자키 군”. 2014년 7월 18일에 확인함.
2. ↑  “월간순정 노자키 군 1권 공식 사이트”. 《SQUARE ENIX》. 스퀘어 에닉스. 2015년 6월 30일에 확인함.
3. ↑  “월간순정 노자키 군 2권 공식 사이트”. 《SQUARE ENIX》. 스퀘어 에닉스. 2015년 6월 30일에 확인함.
4. ↑  “월간순정 노자키 군 3권 공식 사이트”. 《SQUARE ENIX》. 스퀘어 에닉스. 2015년 6월 30일에 확인함.
5. ↑  “월간순정 노자키 군 4권 공식 사이트”. 《SQUARE ENIX》. 스퀘어 에닉스. 2015년 6월 30일에 확인함.
6. ↑  “월간순정 노자키 군 5권 공식 사이트”. 《SQUARE ENIX》. 스퀘어 에닉스. 2015년 6월 30일에 확인함.
7. ↑  “월간순정 노자키 군 6권 공식 사이트”. 《SQUARE ENIX》. 스퀘어 에닉스. 2015년 6월 30일에 확인함.
8. ↑  “월간순정 노자키 군 6권 초회한정특장판 공식 사이트”. 《SQUARE ENIX》. 스퀘어 에닉스. 2015년 6월 30일에 확인함.
9. ↑  “월간순정 노자키 군 7권 공식 사이트”. 《SQUARE ENIX》. 스퀘어 에닉스. 2015년 12월 22일에 확인함.
10. ↑  ““월간순정 노자키 군 8권 공식 사이트”. 《SQUARE ENIX》. 스퀘어 에닉스.” (일본어). 2017년 1월 24일에 확인함.
11. ↑  “月刊少女野崎くん8巻 初回限定特装版”. スクウェア・エニックス. 2016년 9월 9일에 확인함.
12. ↑  “月刊少女野崎くん 9巻”. スクウェア・エニックス. 2017년 9월 11일에 확인함.
13. ↑  “月刊少女野崎くん 10巻”. スクウェア・エニックス. 2019년 8월 22일에 확인함.
14. ↑  “月刊少女野崎くん 11巻”. スクウェア・エニックス. 2019년 8월 22일에 확인함.
15. ↑  “月刊少女野崎くん11巻 特装版 公式サイト”. スクウェア・エニックス. 2019년 8월 22일에 확인함.
16. ↑  “月刊少女野崎くん 12巻”. スクウェア・エニックス. 2020년 8월 12일에 확인함.
17. ↑  “月刊少女野崎くん 13巻”. スクウェア・エニックス. 2021년 8월 11일에 확인함.
18. ↑  “月刊少女野崎くん13巻 特装版 公式サイト”. スクウェア・エニックス. 2021년 8월 11일에 확인함.
19. ↑  “月刊少女野崎くん 14巻”. スクウェア・エニックス. 2022년 8월 10일에 확인함.
20. ↑  “月刊少女野崎くん 15巻”. スクウェア・エニックス. 2023년 8월 10일에 확인함.
21. ↑  “月刊少女野崎くん 15巻 特装版「15.5巻」付き”. スクウェア・エニックス. 2023년 8월 10일에 확인함.
22. ↑  “월간순정 노자키 군　공식 팬북 공식 사이트”. 《SQUARE ENIX》. 스퀘어 에닉스. 2015년 6월 30일에 확인함.
23. ↑  “월간순정 노자키 군 앤솔로지 공식 사이트”. 《SQUARE ENIX》. 스퀘어 에닉스. 2015년 6월 30일에 확인함.